# Ken Darby
Ken Darby, właśc. Kenneth Lorin Darby (ur. 13 maja 1909 w Hebron, zm. 24 stycznia 1992 w Sherman Oaks) – amerykański kompozytor muzyki filmowej. 

## Życiorys
Trzykrotny laureat Oscara za najlepszą muzykę do filmów: Król i ja (1956) Waltera Langa, Porgy i Bess (1959) Otto Premingera i Camelot (1967) Joshuy Logana. Za ścieżkę dźwiękową do Porgy i Bess zdobył również Nagrodę Grammy.